# Carl Holty
Carl Robert Holty (* 1900 in Freiburg im Breisgau; † 22. März 1973 in New York City) war ein deutschstämmiger amerikanischer abstrakter Maler.

## Leben und Werk
Holty wurde in Freiburg geboren, weil sein Vater, ein deutschstämmiger Arzt, sich seit 1899 an der Universität zum Facharzt weiterbildete. Noch vor dem ersten Geburtstag von Carl zog die Familie zurück nach Milwaukee, Wisconsin. Holtys Großvater besuchte mit dem Enkel örtliche Kunstgalerien, um Carl die Kunst näherzubringen. Mit 12 Jahren nahm Holty Unterricht bei einem örtlichen deutschen Maler. Als Teenager begann er Cartoons zu zeichnen. Daher rührte auch sein Wunsch, ein Postermaler zu werden; so verließ er im Jahr 1919 Milwaukee in der Hoffnung, das durch ein Studium an der Schule des Art Institute of Chicago zu erreichen. Kurz danach ging er nach New York, wo er sich an der Parsons School of Design einschrieb und in der Folge auch noch an der National Academy of Design. 1923 kehrte er nach Milwaukee zurück, um als Porträtist zu arbeiten. 1925 heiratete er und 1926 ging er mit seiner Braut nach München, wo er plante, an der Akademie der Bildenden Künste München zu studieren. Stattdessen traf er in München seinen Freund Vaclav Vytlacil, der Holty überzeugte, der Schule für Bildende Kunst von Hans Hofmann beizutreten. Der Besuch der Schule von Hofmann transformierte die Ideen und die Malerei von Holty, es war, als ob Hofmann Holty die Augen öffnete. Da seine Frau an Tuberkulose litt, ging Holty 1927 in die Schweiz. Obwohl Holty nur kurz bei Hofmann studiert hatte, blieben die beiden in Kontakt, und Holty begann, Hofmanns Lehre in seine Kunst zu übernehmen. Nach dem Tod seiner Frau 1930 zog Holty nach Paris, wo Robert Delaunay Holtys Mitgliedschaft in Abstraction-Création förderte. 1933 wurden Holtys Werke in der Zeitschrift der Gruppe veröffentlicht, auch gab es einige beachtete Ausstellungen in Paris. 1935 kehrte Holty nach New York zurück, dort traf er Hans Hofmann, Vaclav Vytlacil und Stuart Davis wieder. Auch wurde er ein Mitglied der Gruppe American Abstract Artists. Von 1950 bis 1970 unterrichtete Holty am Brooklyn College.

## Ausstellungen
- 1945 Annual Exhibition of Contemporary Painting; Whitney Museum of American Art
- 1950 American Painting Today; Metropolitan Museum of Art
- 1951 Abstract Painting and Sculpture in America; Museum of Modern Art
- 1963 Contemporary American Painting and Sculpture; Krannert Art Museum
- 1980–1981 Carl Holty: The World Seen and Sensed; Milwaukee Art Museum